# Erik Geerts
Erik Geerts (* 10. Februar 1969) ist ein niederländischer Skeletonfahrer.
Erik Geerts, Ingenieur aus Farmsum betreibt seit 2001 Skeleton und gehört dem niederländischen Nationalkader seit 2002 an. Er wird von Hendrik Tjaden trainiert. Im Dezember 2002 debütierte er in Winterberg als 28. im Skeleton-Europacup. Im folgenden Monat bestritt Geerts in Igls sein erstes Rennen im Skeleton-Weltcup (35.). In den nächsten Jahren trat er meist im Europacup an, ohne jedoch nennenswerte Ergebnisse zu erzielen. Durch seinen zweiten Platz hinter Peter van Wees bei den Niederländischen Meisterschaften 2008 konnte er sich wieder für den Weltcup qualifizieren. In Cesana Pariol belegte er den 26. Rang und erreichte damit seine bislang beste Weltcupplatzierung. Bei der Skeleton-Europameisterschaft 2008 belegte er den 18. Platz.